# 馬來西亞國徽
马来西亚国徽是马来西亚的国家象征及标志。

## 象征
顶端的新月与星象征伊斯兰教。星的十四芒象征马来西亚的十三州与联邦政府之间的平等关系。盾牌上的五把马来短剑代表前马来属邦，即玻璃市、吉打、吉兰丹、登嘉楼及柔佛。
红色、白色、黑色与黄色条纹代表前马来联邦，即霹雳、雪兰莪、森美兰及彭亨。其中黑与白是彭亨州旗的颜色；红、黄、白是雪兰莪州旗的颜色；白、黄、黑是霹雳州旗的颜色；黄、黑、红是森美兰州旗的颜色。
槟榔树及槟威大桥（红条纹左方）象征槟城。马六甲树（黄条纹右方）代表马六甲。沙巴州州徽（红条纹下方）代表沙巴，而砂拉越州州徽的犀鸟（黄条纹下方）代表砂拉越。
大红花（红色朱槿）为马来西亚国花，它也象征马来西亚联邦政府。国徽两側的护盾兽——马来亚虎象征人民的勇敢与坚强。
国徽下的绶带的左右分别以罗马字母和爪夷文写着马来语的国家格言：团结就是力量（Bersekutu Bertambah Mutu）。绶带的黄色为皇室颜色。

## 历代国徽
- 马来联邦邦徽（1896年—1942年）及马来亚联邦邦徽（1946年—1948年）
- 马来亚联合邦国徽（1948年—1963年）
- 新加坡独立前的马来西亚国徽（1963年—1965年），底部增加了三个新成员邦:沙巴、新加坡和沙捞越。现大红花位置原为新加坡州徽。
- 马来西亚国徽，1965年至1975年在新加坡被逐出联邦后使用。
- 马来西亚国徽，1975年至1988年使用。砂拉越更换了州旗，并再次更换，因为它与捷克国旗相似。
- 1988年至今使用的的马来西亚国徽。槟城、沙巴和砂拉越更换了样式。槟城更换成槟榔树及槟威大桥，沙巴与砂拉越则换成沙巴州州徽与砂拉越州州徽。

## 使用
|                      |                          |              |
| 马来西亚最高元首纹章 | 马来西亚布城联邦直辖区旗 | 马来西亚护照 |

马来西亚国徽为马来西亚最高元首使用，常用于各个联邦政府部门大厦以及印在马来西亚护照封面。